# اوالد ولنی
مارتین اوالد ولنی (آلمانی: Martin Ewald Wollny؛ زاده ۲۰ مارس ۱۸۴۶ درگذشته ۸ ژانویه ۱۹۰۱) یک فیزیک‌دان اهل آلمان بود.